# Galveias
Las Galveias es una freguesia portuguesa del municipio de Ponte de Sor, con 79,75 km² de área y 1 429 habitantes (2001). Densidad: 17,9 hab/km².
Fue villa y sede del municipio entre 1538 y a inicios del siglo XIX. Los municipio estaban constituidos por una freguesia y tenía en 1801, 1112 habitantes.